# Казбирюк Андрій Федорович
Андрій Фе́дорович Казбирю́к (* 19 (7) жовтня 1849 (в інших джерелах 1845), Кавказ — † 8 квітня (27 березня) 1885, Київ) — російський та український диригент, композитор та музичний педагог.

## Життєпис
1875 року отримав музичну освіту в Петербурзькій консерваторії, теорію музики — під керівництвом професора М. І. Заремби, композиції та інструментовці вчився у М. А. Римського-Корсакова, контрапункт — у Ю. І. Йогансена.
В музичному училищі Київського відділення Імператорського російського музичного товариства викладав теорію музики, керував хоровим класом.
З 1877 року диригував симфонічними концертами Київського відділення Російського музичного товариства.
Писав романси на твори Лермонтова та Тютчева.
Написав твори для оркестру, фортепіано, хору та голосу, які не були надруковані, окрім кількох романсів та тропаря святим Кирилу і Мефодію для хору в супроводі фортепіано.
Виступав у партнерстві з Володимиром Пухальським.
Вийшли друком його
- посібник з елементарної теорії «Популярне викладення основних начал музичної теоргії, пристосоване для самонавчання», 1884,
- сольфеджіо — «145 сольфеджіо для одного голосу», видане 1887 року,
- посібник по гармонії.

Серед його учнів — музичний критик та композитор П. П. Веймарн.
Василь Петрушевський упорядковував його та Леоніда Малашкіна нотодруки.
Похований в Києві.